# Cosna (rivière)
La rivière Cosna est un cours d'eau d'Alaska, aux États-Unis située dans la Région de recensement de Yukon-Koyukuk. C'est un affluent de la Tanana, elle-même affluent du fleuve Yukon.

## Description
Longue de 44 milles (71 km), elle se jette dans la rivière Tanana à  32 milles (51 km) des monts Bitzshtini.

## Sources
- (en) « Cosna (rivière) », Geographic Names Information System